# أوين بروستر
أوين بروستر (بالإنجليزية: Ralph Owen Brewster)‏ هو محامي وسياسي أمريكي، ولد في 22 فبراير 1888 في ديكستر في الولايات المتحدة، وتوفي في 25 ديسمبر 1961 في بروكلين في الولايات المتحدة بسبب سرطان. نشط حزبياً في الحزب الجمهوري.

## مناصب
- انتخب رئيس مجلس الإدارة.
- انتخب عضو  [لغات أخرى]‏ (1915 – 1923).
- انتخب حاكم مين [الإنجليزية]‏ (7 يناير 1925 – 2 يناير 1929).
- انتخب عضو مجلس نواب مين (1917 – 1918).
- انتخب عضو مجلس ولاية مين (1923 – ).
- انتخب عضو مجلس النواب الأمريكي (3 يناير 1935 – 3 يناير 1941).
- انتخب عضو مجلس الشيوخ الأمريكي (3 يناير 1941 – 31 ديسمبر 1952).

## وصلات خارجية
- أوين بروستر على موقع مونزينجر (الألمانية)
- أوين بروستر على موقع إن إن دي بي (الإنجليزية)